# 独立性 (数理論理学)

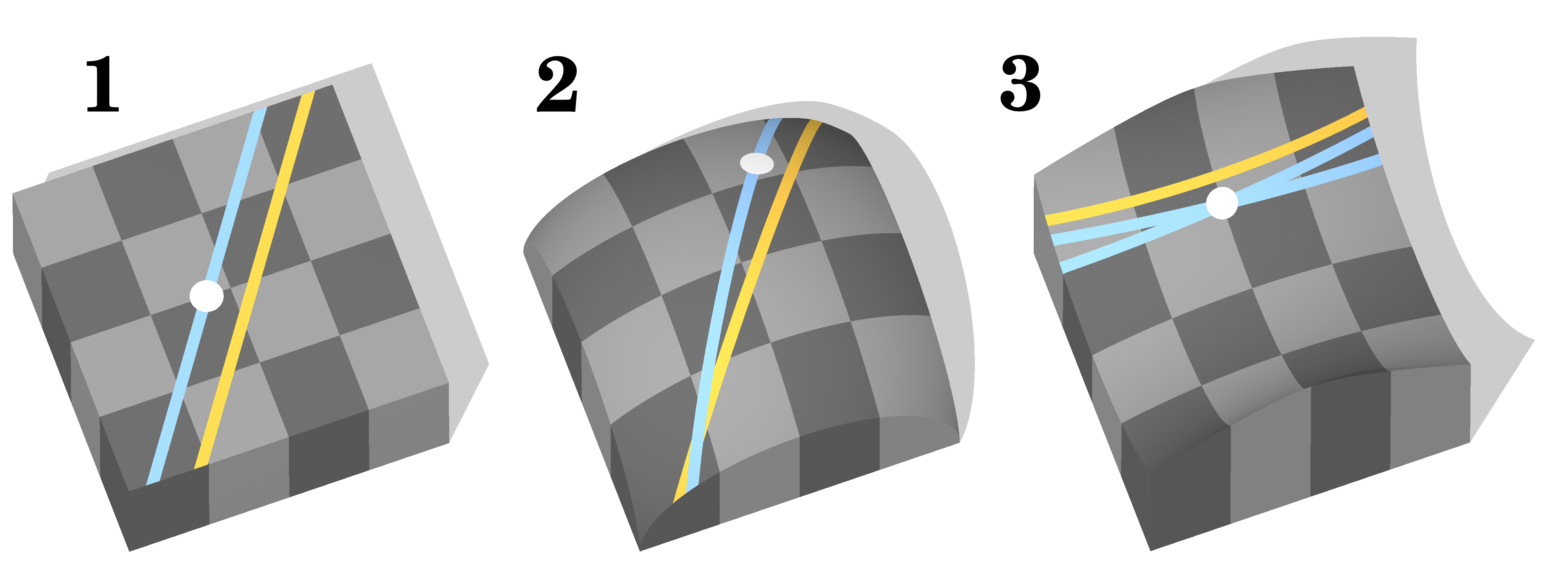
平行線公準 (P) は残りのヒルベルトの公理 (R) から独立である: モデル (1) は R と P 両方をみたすが、モデル (2,3) は R をみたすが P をみたさない。

数理論理学において、独立性（どくりつせい、Independence）とは特定の文についての、他の特定の文の集合からの証明不可能性のことである。ここでいう特定の文の集合は"公理系"と呼ばれて参照される。
文 σ が与えられた一階の理論 T から独立であるとは、T が σ を証明も反証もしないことをいう; すなわち、T から σ を証明することはできず、T から σ が偽であるを証明することもできない。しばしば、σ は(同じ意味だが) T から決定不能と呼ばれる。(この概念は計算機科学の決定問題等で言われる"決定可能性"とは関係がない。)
理論 T が 独立 であるとは、T の中のどの公理も T 内の他の残りの公理から証明できないことをいう。独立な公理の集合をもつ理論は独立的に公理化可能であるという。

## 使用上の注意
著者によっては σ が T から独立であるという言葉を、T が単に σ を証明しないこととし、T が σ を反証できない必要性を仮定していないことがある。こういった著者はしばしば、T が σ を証明も反証もしないことを "σ は T と独立でありかつ矛盾しない" と表現する。

## 集合論における独立性の結果
集合論における多くの興味深い命題がツェルメロ＝フレンケル集合論 (ZF) から独立である。以下に記す集合論の命題は ZF が無矛盾であるという仮定の下で ZF から独立であると知られているものである:
- 選択公理
- 連続体仮説および一般連続体仮説
- ススリン仮説

以下の命題は (いずれも偽であると証明されておらず、) ZFC (ZF に選択公理を加えたもの)が無矛盾であるという仮定の下で ZFC において ZFC と独立であることを証明することはできない
- 強到達不能基数の存在
- 巨大基数の存在
- クレパ木の不存在

以下の命題は選択公理と矛盾し、従って ZFC とも矛盾する。しかしそれらは前述と同じ意味でおそらく ZF と独立である: ZF から証明することはできないし、現在の集合論者で ZF から反証できることを期待しているものはほぼいない。しかしながら ZF が無矛盾であることを仮定しても ZF では、ZF からこれらが独立であることを証明できない。
- 決定性公理
- axiom of real determinacy
- AD+

## 物理学の理論への応用
2000年以降、論理的独立性は物理学の基礎において極めて重要な意味を持つものであると理解されるようになった。